# マリオ&ルイージRPG ペーパーマリオMIX
- マリオシリーズ > マリオ&ルイージRPGシリーズ > マリオ&ルイージRPG ペーパーマリオMIX
- マリオシリーズ > ペーパーマリオシリーズ > マリオ&ルイージRPG ペーパーマリオMIX

『マリオ&ルイージRPG ペーパーマリオMIX』（マリオアンドルイージアールピージー ペーパーマリオミックス、英名：Mario & Luigi: Paper Jam）は任天堂より2015年12月3日発売のニンテンドー3DS専用ロールプレイングゲーム。ヨーロッパでは同年12月4日、アメリカでは2016年1月22日に発売された。正式には全角である「＆」と称すが、本項では半角である「&」と記述する。

## 概要
マリオとルイージが冒険をするロールプレイングゲーム『マリオ&ルイージRPGシリーズ』の1つ。本作の特徴として『ペーパーマリオシリーズ』とコラボレーションが実現しており、ペーパーマリオ、ペーパーピーチ姫といったキャラクターが『マリオ&ルイージRPGシリーズ』の世界に登場する。今作は初めてタイトルにナンバリングが冠されていないが、これは「集大成」「ペーパーマリオとコラボする特別編」という意味合いからである。
コンセプトは「お祭り感」で、マリオに対するペーパーマリオなど同じキャラが2人いることで賑やかさが増しているほか、ゲーム中に登場する「ドデカクラフト」は多数のキノピオ達が担いでいるなど神輿がイメージされている。また、ドデカクラフトはニンテンドーキッズスペースでも実物のペーパークラフトとして配布されている。
またソフトと同日に『マリオ&ルイージRPG ペーパーマリオMIX・マリオカート7 ダブルパック』も発売された。

## ゲームシステム

### 冒険
本作では「マリオ」「ルイージ」「ペーパーマリオ」の3人でキノコ王国を冒険する。これまでの『マリオ&ルイージRPGシリーズ』同様Aボタンでマリオ、Bボタンでルイージを操作するのに対し、ペーパーマリオはYボタンで操作する。

#### フィールドアクション
これまでの『マリオ&ルイージRPGシリーズ』同様フィールド上でジャンプやハンマーなどを使い先に進むシステムとなっている。1人のキャラクターで繰り出す「ソロアクション」に加え、3人で力を合わせてアクションを行う「トリオアクション」がある。中でもペーパーマリオは狭い隙間を通るなど紙であることを活かしたアクションがある。
今作には「ダッシュ」が搭載されており、Xボタンを押すとマリオたちが走る。これは前作の移動が遅く感じるという意見を汲みとったものである。
ジャンプ
言わずと知れた兄弟共通の得意技。
ハンマー
今作は最初から所持している。
3人同時ジャンプ
Xボタンを押すと3人一緒にジャンプができる。遠くまで飛べるが高さは低め。
ダッシュ
Xボタンを長押ししてスライドパッドを倒しながらXボタンを離せば、ダッシュ状態で走ることができる。
スライディング
ダッシュ中にA、B、Yボタンのいずれかを押すことでスライディングができる。
トリオハンマー
マリオ→ルイージ→ペーパーマリオの順にハンマーで叩くことによって巨大なモノを壊したりモノをひっくり返したりできる。
トリオキャッチ
3人で肩車をしてYボタンで横に伸びることにより遠くのモノをつかんで投げたりつかまって移動することができる。
トリオドリル
ペーパーマリオがドリルに変身することによって地中に潜ることができる。Yボタンでダッシュすることで埋まっているモノを掘り出したり壁を登ることができる。
トリオグライダー
ペーパーマリオが紙飛行機に変身することによって遠くまで飛行できる。飛んでいる最中にYボタンで3回まで上昇することができる。

### バトル
本作ではバトルもマリオ・ルイージ・ペーパーマリオの3人で行う。それぞれ基本的にはジャンプ・ハンマーで攻撃や防御し、タイミングよくボタンを押すとダメージが増減する。ペーパーマリオはコピーが複数登場して、束になって戦闘をする。因みに本作でマリオブラザーズとペーパーマリオがバトルでジャンプ攻撃を行う「ジャンプブロック」、ハンマー攻撃を行う「ハンマーブロック」、ブラザーアタックを行う「ブラザーアタックブロック」、トリオアタックを行う「トリオアタックブロック」、コピーを行う「コピーブロック」、アイテムを使う「アイテムブロック」、逃げるを行う「にげるブロック」がハンマーブロスに奪われる展開が有り、更にマリオブラザーズとペーパーマリオがその事に驚く事からプレイヤーだけに見えるブロックではなく、マリオブラザーズとペーパーマリオとクッパ軍団とペーパークッパ軍団にも、そのブロックの存在に最初から気付いているメタフィクション行為を見せた。
『4』までと同様、SPEEDの早い順から行動するが、今作では敵とのSPEEDに差がありすぎると連続行動されてしまう。逆にこちらが相手のSPEEDを大きく上回っていると連続行動できる。

#### 状態異常
敵からの攻撃を受けると状態異常になることがある。基本は時間経過か「リフレッシュハープ」を使うと回復する。
ころび
回避が一切出来なくなる。敵に後ろから接触される、または後ろから攻撃を受けると、ころび状態で戦闘に入ることになる。敵の攻撃の一部でもこの状態異常になる事がある。自分の番が回ってくると回復する。
やけど
回避・行動が一切出来なくなり、1ターンごとにダメージを受ける。「フラワーハンマー」などを装備して攻撃するとやけど状態を付与できることがある。
おおやけど
「やけど」に比べてダメージの量が増加している。
めまわし
一切の行動が出来なくなる。
マメ
小さくなり、POW、DEFが大幅にダウンする。更にはブラザーアタック／トリオアタックも使用不可となる。なおこれはルドヴィック・ラリーの二戦目のみで発動する状態異常である。また、この状態異常を受けてる間はステータスダウンを除き他の状態異常にはならない。
シワクチャ
一切の行動が出来なくなる。マリオ・ルイージがジャンプ及びハンマーでペーパーモンスターを攻撃しても発生することがある。ペーパーマリオ及びザコ敵のペーパーモンスターのみ対象。
ヨレヨレ
コピーが一切使えなくなり、ペーパーマリオ1枚の状態となる。ペーパーマリオのみ対象。
ステータスダウン
POW/DEF/SPEEDのいずれかのステータスが下がる。

#### トリオアタック
本作初登場のアクションで、ペーパーキノピオの作った巨大なクラフトハンマーで敵をペラペラにして3人で攻撃を行う。ブラザーアタックより威力が高い。
トリオスカッシュ (Trio Racquet)
壁にボールを打って敵に当てて打ち返し、最後は連続で打ち返す。
トリオカイト (Trio Kite)
敵単体を凧に閉じ込め、糸巻きを交代しながら糸を巻いて凧を高く揚げ、最後にペーパーマリオがハンマーで地面に叩き落とす。
トリオダイブ (Trio Whirligig)
空から急降下しながら敵をくっつけつつリングをくぐってパワーアップし、最後に床を突き破って地面に叩きつける。
トリオシュリケン (Trio Shuriken)
落ちてくる敵に照準を合わせてマリオとルイージが手裏剣を投げて攻撃する。最後は巨大手裏剣を投げてフィニッシュ。
トリオメテオ (Trio Meteor)
ペーパーマリオが隕石の上に乗り、落ちてくる時の風で敵を一箇所に集め隕石をぶつけて攻撃する。

#### ブラザーアタック
マリオとルイージの2人が協力して放つ技。ストーリーが進行すると取得できる。技ごとに決まったタイミングでボタンを押すと敵にダメージが与えられる。今作のブラザーアタックの一部は前作『4』からの流用となっている。但し、ペーパーマリオにはブラザーアタック用のアクションでは使用が出来ないが、代わりにマリオとルイージのサポート役として応援することになっている。
マリオのブラザーアタック
アカこうら3D (3D Red Shell)
前作『マリオ&ルイージRPG4 ドリームアドベンチャー』より引き続き登場。甲羅を交互に蹴って敵単体を攻撃。最後はルイージからマリオにパスしてフィニッシュする。『4』に比べて攻撃回数が6回に減っている。
ふっとびロケット (Rocket Blast)
ロケットで飛んで行って敵単体を連続で踏みつけた後、ロケットを敵にぶつけて爆発させ追撃する。
スピードボム (Bomb Derby)
前作『マリオ&ルイージRPG4 ドリームアドベンチャー』より引き続き登場。ルイージが爆弾を次々にマリオにパスし、マリオがそれを打ち返して攻撃する。
ブンなげテッキュウ (Cannonball Chuck)
鉄球を振りまわして投げ飛ばし、ルイージが鉄球を操って敵に体当たりする。
キノピオスライダー (Toad Trail)
ペーパーキノピオが作った道を滑り、最後は回転して縦一直線上の敵に体当たり攻撃する。
ルイージのブラザーアタック
ファイアフラワー (Fire Flower)
前3作(『2』～『4』)より引き続き登場。交互に火の玉を投げて単体を攻撃し、ミスせず投げ続けられると同時に乱れ投げで追撃する。
とんがりシェル (Drill Shell)
尖ったシェルをかぶって敵の頭上から突き刺し、回転して連続攻撃する。
フラコプター (Dropchopper)
前作『マリオ&ルイージRPG4 ドリームアドベンチャー』より引き続き登場。プロペラを左右に動かしつつマリオとルイージがつかまり、敵の頭上で飛び降りて踏みつける。
どっさりバルーン (Balloon Blast)
交互にポンプを踏んで風船を膨らませ、分裂した風船で敵全体を連続攻撃する。
きょだいキノコ (Mega Thwonk)
ルイージが巨大化してハンマーにマリオが飛び乗り、走って勢いをつけてハンマーを振って攻撃。そのままマリオが連続踏みつけで追撃する。

#### バトルカード
本作発登場のシステムで、ストーリーを進めると使用可能になる。下画面に最大3枚までドローされ、ダメージを与えたり受けたりすると増えるスターポイントを消費し、様々な効果を巻き起こす。
amiiboを使うと強力な効果のキャラクターカードを入手でき、特定の組み合わせでペアカードを入手できる。

#### ドデカクラフト
通常の戦闘とは別に巨大なペーパークラフトである『ドデカクラフト』を使用した戦闘がある。攻撃手段はダッシュと放り投げの2つがあり、前者はクラフトが傾いた時は背中を狙うとクラフトを転ばせられ、後者は自分のクラフトを投げて大ダメージで、相手が転んでいる所を狙うと効果的。
攻撃にはパワーを消費し、パワーが無くなると攻撃できなくなるため、リズムスポットでパワーを貯める必要がある。
バトルによって使用するクラフトの種類が異なり、2つの攻撃に特殊な効果がついているものもある。

### クエスト
キノピオレスキュー
キノコ王国に散らばったペーパーキノピオを救出するクエスト（ミニゲーム）。アクション性の高いものやパズルゲームのようなものなど様々な種類がある。「ジュゲムハウス」で受注が可能で、一定数以上キノピオを救出するとストーリーが進んだり新たなトリオアタックを習得できる。また、キノピオ救助とは別にクエストのクリア数がカウントされ、一定数以上クリアするとバトルカードが貰える。

## 登場キャラクター
今作は新キャラクターは登場せず、過去にマリオシリーズに登場したことのあるキャラクターのみが登場するが、その多くに「ペーパー○○」として本の世界における同一存在が登場する。また、過去の『マリオ&ルイージRPG』シリーズから登場するオリジナルキャラクターはイエロースターのみである。

### 主要人物
マリオ
キノコ王国のヒーロー。弟のルイージ、ペーパーマリオと共に、本から飛び出したペーパーキャラを元の世界に戻すために冒険する。同じ自分であるペーパーマリオの能力を少し羨ましがっている。
ルイージ
マリオの弟で同じくキノコ王国のヒーロー。今回は兄のマリオが二人いるので安心している様子。
ペーパーマリオ
本の世界のマリオ。本作は同じ自分であるマリオに驚きながらも紙ならではのアクションや変化自在の能力でマリオとルイージを助け合う。別世界のルイージに対しても兄として接しており、ハンカチになって涙を拭かせるなど弟想いなところも見せた。バトルでは『ペーパーマリオ』シリーズ仕様でHPが低いものの、コピーを作ることができ、コピーと共に複数回攻撃ができたり、ダメージを受けてもコピーが身代わりになってくれるため、補うことができる。またジャンプ回避の滞空時間がマリオとルイージより長く回避しやすいがそれゆえに感覚が異なる。
ペーパールイージ
本の世界のルイージでペーパーマリオの弟。ストーリーには登場しないが、サウンドプレイヤーでバカンスをしている様子を見ることができる。
イエロースター
『マリオ&ルイージRPG3!!!』から登場しているスターの精代表。今回もマリオと行動を共にし、彼らをサポートする。相変わらず毒舌家である。
キノピオ/ペーパーキノピオ
キノコ王国の住民。本の世界のペーパーキノピオはこちらの世界に放り出されたことでパニックになっており、マリオが救助することで協力してくれる。また今作はキノピオそれぞれに個性が出ている。
キノピコ
キノピオの女の子。ペーパーキノピオ達と協力し、ドデカクラフトやトリオアタックを制作する。なお、ペーパーキノピコは登場しない。
ジュゲム
本作ではマリオの味方で、様々な情報を届ける。ジュゲムハウスで様々なミニゲームをやらせてくれる。なお、ペーパージュゲムは登場しない。
ピーチ姫/ペーパーピーチ
現実世界と本の世界のキノコ王国の王女。出会ってすぐに意気投合するが、2人のクッパに捕まりクッパ城やクッパJr.の別荘に幽閉される。今作では中盤で救出され、以降はピーチ城にいる。この2人の組み合わせは「ピーチコンビ」と呼ばれる。
クッパ/ペーパークッパ
本作の黒幕達で最終ボスの2人組。現実世界と本の世界のカメ族の親玉でマリオの永遠のライバル。それぞれの実力は互いに認め合っており、互いの利害の一致で手を組んでいるが、仲が悪くお互い出し抜こうとしている。この2人の組み合わせは「クッパコンビ」と呼ばれる。
クッパJr./ペーパークッパJr.
現実世界と本の世界のクッパの息子。父とは逆に仲が良く、お互い親友兼相棒として認め合い、父に褒めてもらうために活躍する。この2人の組み合わせは「クッパJr.コンビ」と呼ばれる。
カメック/ペーパーカメック
それぞれの世界でクッパをサポートする魔法使い。Jr.の子守り役も兼ねるが主人のクッパ同様仲は良くなく、特に顔の言い争いが多い。この2人の組み合わせは「カメックコンビ」と呼ばれる。
クッパ7人衆
マリオ&ルイージRPGシリーズでは初代『マリオ&ルイージRPG』にも登場しているクッパに仕える7人のカメ族。今作では設定や容姿が『New スーパーマリオブラザーズ Wii』以降のものにリメイクされており、マリオシリーズで初めて実際のゲーム作品内で彼らの台詞が出るようになった。口調は旧作の説明書等とは異なり、『大乱闘スマッシュブラザーズ for Nintendo 3DS / Wii U』でのフィギュアの説明文に準じたものを使用している。本作では特定の組み合わせでマリオ達に戦いを挑む。
なお、本作内に彼らのペーパーキャラは登場せず、ロイから「ペーパーの自分達はいないのか?」という発言があり、本作の後に発売された『ペーパーマリオ カラースプラッシュ』では7人揃ってペーパーキャラとして登場した。
トッテン
『New スーパーマリオブラザーズU』に登場した、奇妙な泥棒。今回はマリオたちのブラザーアタックをピーチ城から盗んで各地に逃走している。

### 敵キャラクター
ボスパックン
巨大なパックンフラワーの怪物。クッパ軍団がマリオたちに放った刺客として戦いを挑んでくる。
でかサンボ/ペーパーボスサンボ
大型のサンボと王冠をつけた大型ペーパーサンボ。ゴブゴブ砂漠で道をふさいでいる。
ペーパーボスパックン
本の世界のボスパックン。キノピオを襲っていた。
ハナチャン
カブータ森林にいる芋虫。ペーパーカメックの魔力で暴走し襲い掛かってくる。正気に戻った後は羽化し、ソクリ山地へとマリオたちを運ぶ。
キングテレサ
テレサの親玉。ペーパーマリオを拘束し、ペーパーマリオになり済ましていた。
ボムキング
ボムへいの親玉。ソクリ山地の頂上に砲台を設置し、やってきたマリオたちを砲台ごと爆破しようとした。
なお、ボスを含むすべての敵には行動の癖が必ずあり、それを見ればマリオ・ルイージ・ペーパーマリオのうち誰を狙ってくるかわかる。また、マリオたちが使うブラザーアタックやトリオアタックのように、敵も1回の行動で複数回攻撃してくることがある。

## 冒険の舞台
ピーチ城
ピーチの居城で今作の冒険の拠点。
ペーア平野 (Sunbeam Plains)
ピーチ城前の平原地帯。
ゴブゴブ砂漠 (Doop Doop Dunes)
ペーア平野東側の砂漠地帯。
ニテルデ諸島 (Twinsy Tropics)
南部の島嶼部。地下には牢屋がある。
カブータ森林 (Gloomy Woods)
北部の森林地帯。
ソクリ山地 (Mount Brrr)
雪の降りつもる山岳地帯。
クッパ城 (Bowser's Castle)
クッパの居城。
ネオクッパ城 (Neo Bowser Castle)
ニテルデ諸島の鉱石によって改造されたクッパ城。